# Szent Miklós-plébániatemplom és minorita rendház (Szeged-Felsőváros)
A szegedi Szent Miklós-templom 1754-1767 közt épült későbarokk stílusú épület. A tervező Lechner Vencel. Dobi János szegedi építőmester építette fel a középkori apátsági templom helyére. 

## Története
A templom helyén már 1225-ben egy prosperáló apátsági templom volt található, aminek akkor is Szent Miklós volt a védőszentje, mivel a hajósoknak halászoknak és a vizen járóknak is ő volt a patrónusa, és mivel a helyiek ezzel foglalkoztak, fontos volt számukra a szent.
Ez a templom a tatárjárás idején (1241-42) elpusztult. Az azután következő templomot domonkos rendi szerzetesek építették, miután 1318-ban letelepedtek Szegeden. Ahogy a legtöbb alföldi templom, ez is áldozatul esett a török hódoltság pusztításának.
1739-ben minorita szerzetesek érkeztek Szegedre, akik 1747-re új kolostort építettek. 
A mai templomot a 13. századi apátsági templom maradványaira 1754-től 1767-ig építették. Ismét a Szent Miklós-kultuszt akarták ápolni, így a védőszent is ő lett. 
Az építkezés körülményeiről kevés adatunk van: a tervek Lechner Venceltől származnak, a kivitelezést Dobi János szegedi építőmester végezte. Az arányaihoz képest szinte gótikusan felnyúló templom már a késői barokk szerkezeti formáit fejezi ki. A fapadokat a helyi minoriták faragták. A klasszicista stílusú főoltár 1806-ban készült el. A (már korábban elkészült) oltárképen Szent Miklós található: ennek a festője ismeretlen. Az oltárkövet Zahnt Ferenc márványművész készítette.
1887-ben tűzkár történt a templomban, de már a következő évben felújították, így megkapta a ma látható későbarokk homlokzatát.
2022-ben több száz éves kriptákat fedeztek fel a templom alatt.

## Galéria

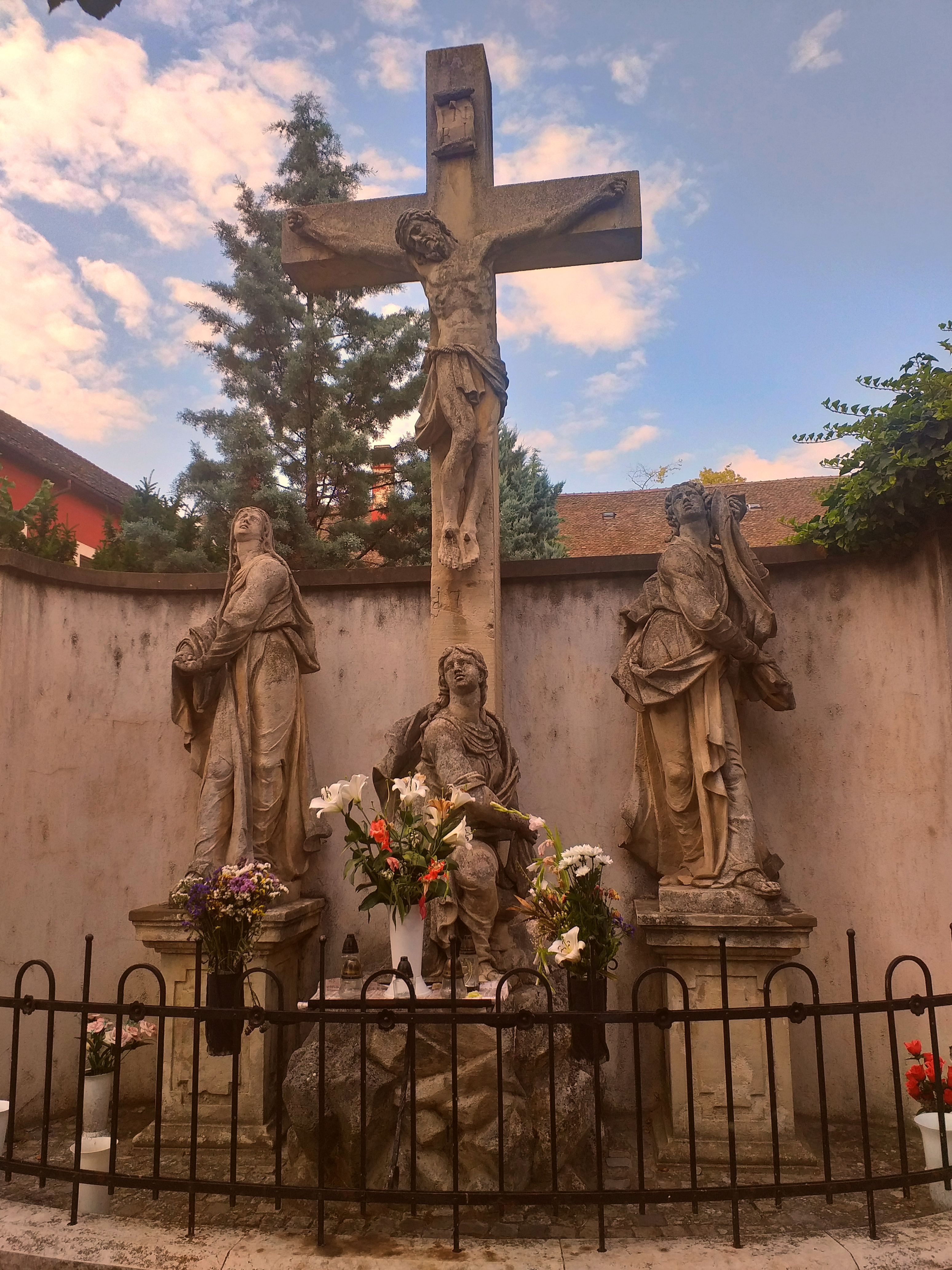
Feszület a templom bejárata mellett, a Munkácsy utcában
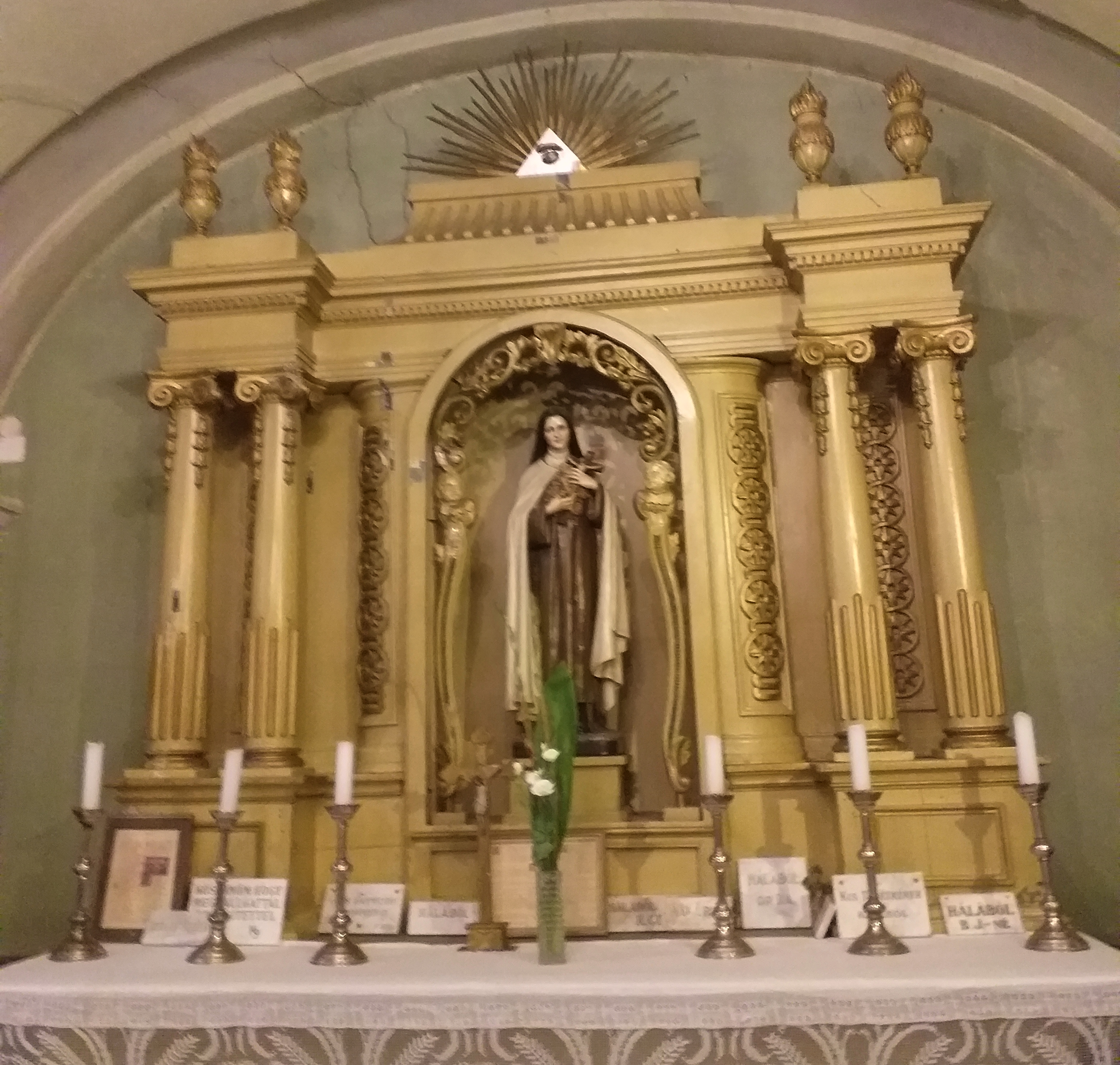
Jobb oldali oltár Mária alakjával
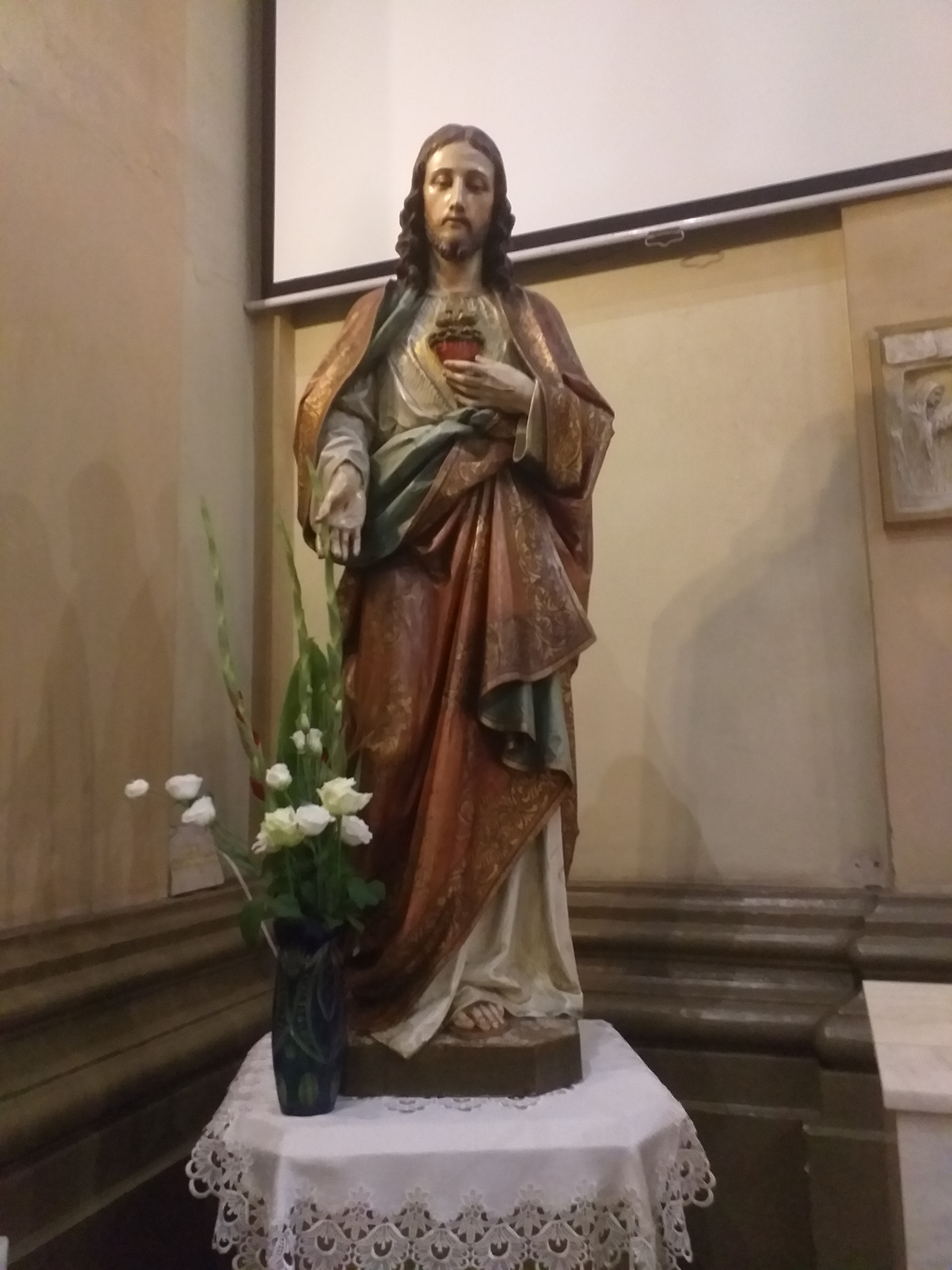
Jézus-szobor a felsővárosi templomban
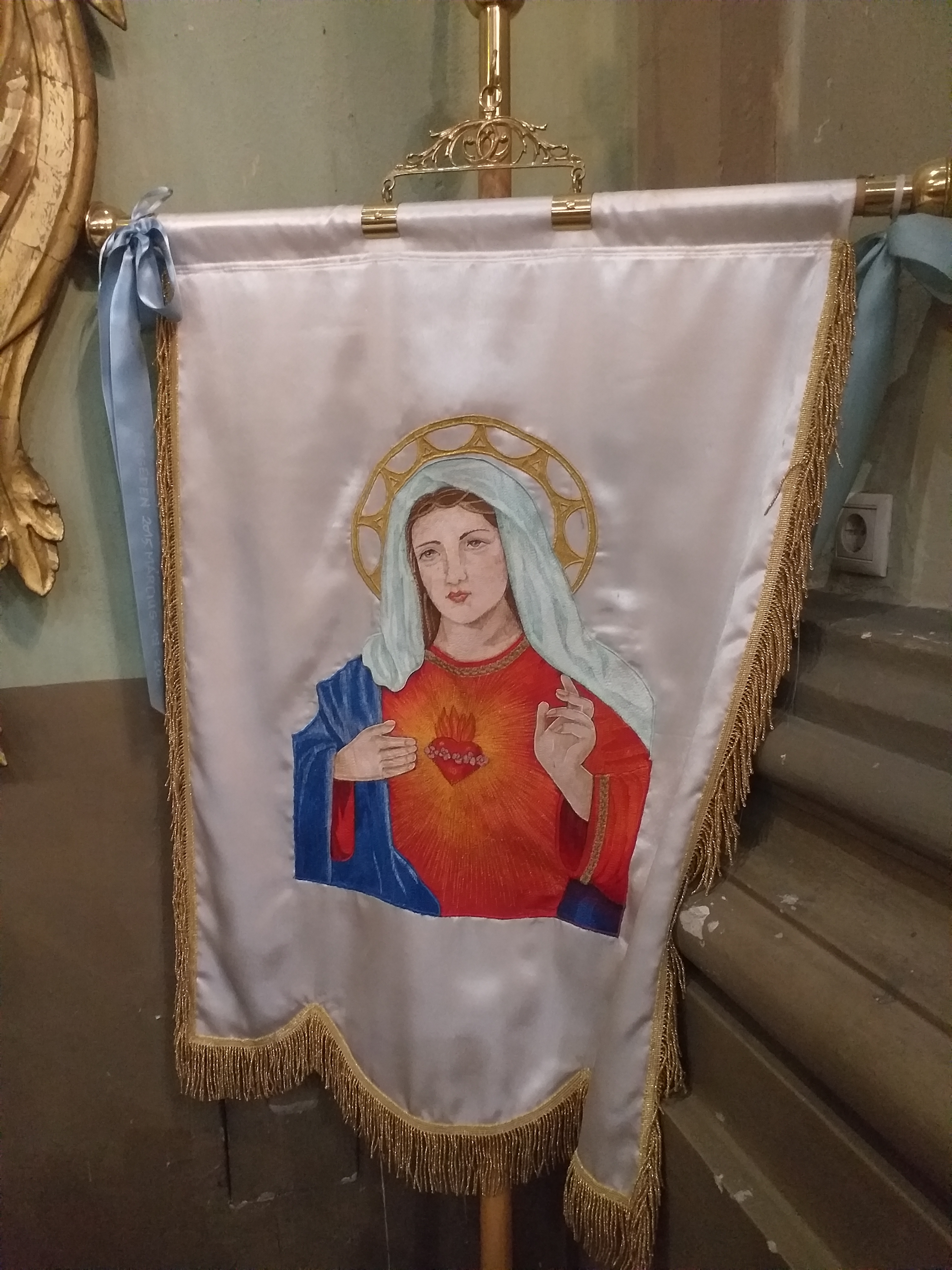
Máriás zászló a felsővárosi templomban
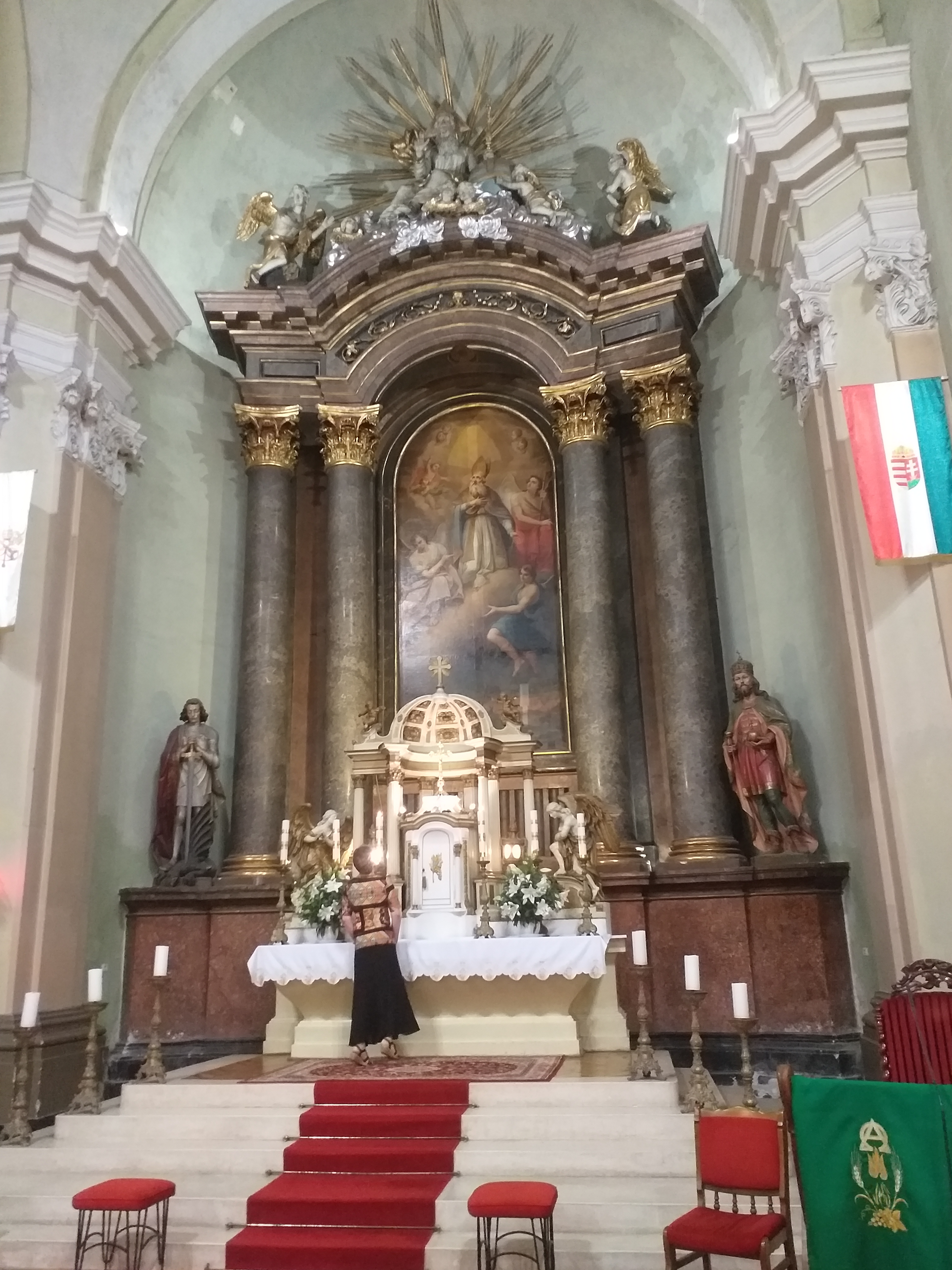
A felsővárosi templom főoltára

## Érdekességek
Annak ellenére, hogy barokk a templom, mégis a falai olyan magasak, mint egy gótikus templomé. Érdemes összehasonlítani a Szeged-alsóvárosi templommal, ami már valóban gótikus.